# Jugoslavija na Poletnih olimpijskih igrah 1980
Socialistično federativno republiko Jugoslavijo je na Poletnih olimpijskih igrah 1980 v Moskvi zastopalo sto sedeminšestdeset športnikov v sedemnajstih športih. Osvojili so dve zlati, tri srebrne in štiri bronaste medalje.

## Medalje
| Medalja | Tekmovalec | Šport     | Disciplina                    |
| ------- | --- | --------- | ----------------------------- |
| 1       | Slobodan Kačar | Boks      | Moški poltežka kategorija     |
| 1       | Andro Knego Branko Skroce Dragan Kićanović Dražen Dalipagić Duje Krstulović Krešimir Ćosić Mihovil Nakić Mirza Delibašić Rajko Žižić Ratko Radovanović Željko Jerkov Zoran Slavnić                                               | Košarka   | Moški ekipno                  |
| 2       | Zoran Pančić Milorad Stanulov | Veslanje  | Dvojni dvojec                 |
| 2       | Radmila Drljača Katica Iles Slavica Jeremić Vesna Milošević Vesna Radović Rada Savić Ana Titlić Zorica Vojinović Mirjana Ognjenović Biserka Višnjić Svetlana Anastasowski Svetlana Dasić-Kitić Mirjana Durica Jasna Kolar-Merdan | Rokomet   | Ženske ekipno                 |
| 2       | Zoran Roje Milorad Krivokapić Zoran Gopcevic Boško Lozica Predrag Manojlović Zoran Mustur Milivoj Bebić Damir Polić Ratko Rudić Slobodan Trifunović Luka Vezilić                                                                 | Vaterpolo | Moški ekipno                  |
| 3       | Radomir Kovačević | Judo      | Moški težka kategorija        |
| 3       | Šaban Seidi | Rokoborba | Moški prosto lahka kategorija |
| 3       | Zlatko Celent Duško Mrduljaš Josip Reić | Veslanje  | Dvojec s krmarjem             |
| 3       | Mirsada Becirspahić Mira Bjedov Vesna Despotović Vera Đurašković Zorica Durković Jelica Komnenović Biljana Majstorović Vukica Mitić Sanja Ozegović Sofija Pekić Jasmina Perasić Marija Tonković                                  | Košarka   | Ženske ekipno                 |